# Kathedraal van La Plata

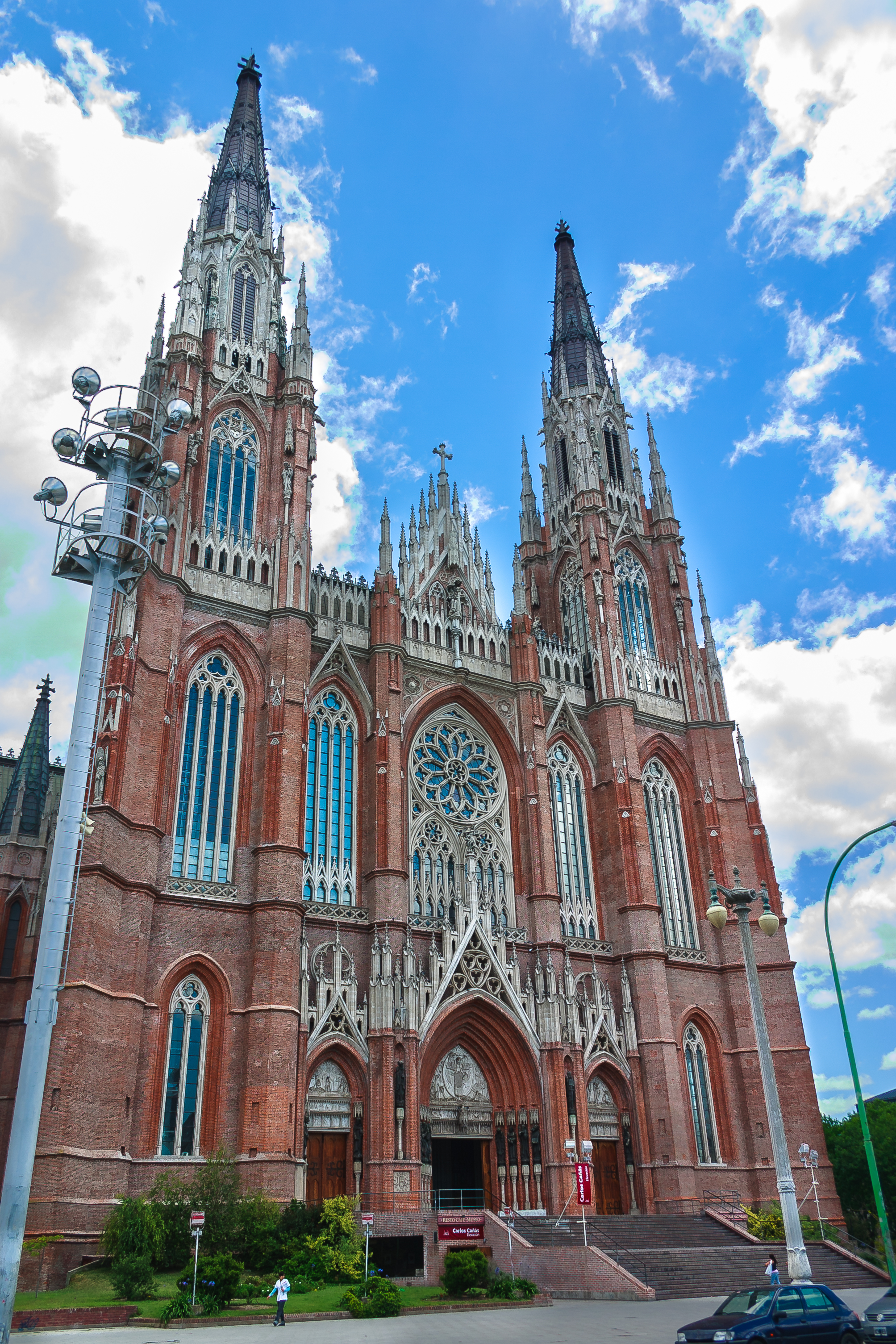
De kathedraal van La Plata

De Kathedraal van La Plata is de grootste kathedraal van Argentinië en met zijn 112 meter hoge torens de 58ste hoogste kerk van de wereld. De kathedraal bevindt zich in La Plata, de hoofdstad van de provincie Buenos Aires, en is de zetel van het aartsbisdom La Plata.
De plannen werden getekend door Ernesto Meyer onder toezicht van Pedro Benoit, die de stad La Plata ontworpen had. Het neogotische bouwwerk werd geïnspireerd op de Notre-Dame van Amiens en de Dom van Keulen. De eerste steen werd gelegd in 1884 en in 1902 ging de Parroquia Nuestra Señora de los Dolores open. Er werd nadien nog verder gebouwd en in 1932 werd de kerk een kathedraal, toegewijd aan de Onbevlekte Ontvangenis van Maria. 